# Affane Djambae
Affane Saïd Djambae, né le 22 septembre 2000 est un footballeur international comorien qui évolue au poste d'avant-centre à l'AS Vita Club.

## Biographie
Djambae vient du quartier de Hahaya à Moroni, la capitale des Comores. Il a rejoint l'académie du club local Hahaya FC en 2014. Il a progressé au sein des équipes de jeunes jusqu'à l'équipe senior en 2018. Il a été le meilleur buteur de la troisième division à trois reprises avec le Hahaya FC.

### OPM Mbachilé
En 2019, il rejoint l'OPM de Mbachilé-Napabo où il restera jusqu'en 2020. Durant son passage au club, Djambae a été le meilleur buteur de la deuxième division lors des deux saisons. L'année suivante, il rejoint le Ngaya Club en Premier division comorienne. Au cours de ses treize premiers matchs de la saison 2020-2021, il aura délivré quatre passes décisives et inscrit sept buts pour se classer en tête du classement des buteurs à ce moment-là.

### Djabal Club
Djambae a rejoint le Djabal Club l'année suivante et a été le meilleur buteur avec quinze buts au cours de la saison 2022-2023. Cette saison-là, Djabal a remporté le championnat et la Coupe des Comores pour le doublé tout en étant décisif.

### Essais dans d’autres clubs en Afrique
En juillet 2023, suite à ses performances impressionnantes avec l'équipe nationale lors de la Coupe COSAFA 2023, Djambae a été invité en Afrique du Sud pour un essai avec les Cape Town Spurs en première division sud-africaine. Lors de son essai avec le club, il est entré en jeu à la 80e minute contre l'UWC FC.
Deux minutes plus tard, il a marqué. Le joueur a considéré l'essai comme un succès, mais a dû rentrer chez lui pour négocier un éventuel accord ultérieurement car les dirigeants du club étaient en vacances. Après son passage chez les Cape Town Spurs, Djambae a rejoint le champion mauritanien du FC Nouadhibou pour un essai de deux semaines au Maroc.

### Découverte de la Ligue des champions africaine
Le 19 août 2023, il participe à la Ligue des champions de la CAF 2023-24 avec Djabal Club pour le match dunpremier tour du club contre les Orlando Pirates d'Afrique du Sud.

### AS Vita Club
En juillet 2024, Djambae a signé un contrat de trois ans avec l'AS Vita Club de la Linafoot en République démocratique du Congo. Il s'est vu proposer ce contrat après une autre performance impressionnante lors de la Coupe COSAFA 2024 et trois saisons consécutives en tant que meilleur buteur du Championnat des Comores.

### Carrière internationale
Djambae a été appelé pour la première fois en équipe nationale pour jouer la Coupe COSAFA 2023 et a fait ses débuts le 6 juillet contre les Seychelles‘. Il a marqué lors de chacun des deux premiers matchs des Comores, mais son équipe n'a finalement pas réussi à se qualifier pour les phases à élimination directe.
Djambae a reçu une récompense individuelle en tant que membre du meilleur XI du tournoi pour la phase de groupes. Plus tard, Djambae a de nouveau été inclus dans l'équipe des Comores pour les Jeux des îles de l'océan Indien de 2023.

## Statistiques
Dernière mise à jour le 30 juin 2024. 
Statistiques en équipe nationale 
| Non                                  | Date           | Lieu                                          | Adversaire | Score | Résultat | Compétition       |
| ------------------------------------ | -------------- | --------------------------------------------- | ---------- | ----- | -------- | ----------------- |
| 1.                                   | 6 juillet 2023 | Stade King Zwelithini, Durban, Afrique du Sud | Seychelles | 1 –0  | 3–0      | Coupe COSAFA 2023 |
| 2.                                   | 9 juillet 2023 | Stade King Zwelithini, Durban, Afrique du Sud | Zambie     | 1 –1  | 1–2      | Coupe COSAFA 2023 |
| 3.                                   | 30 juin 2024   | Stade Isaac Wolfson, Gqeberha, Afrique du Sud | Kenya      | 1 –0  | 2–0      | Coupe COSAFA 2024 |
| 4.                                   | 30 juin 2024   | Stade Isaac Wolfson, Gqeberha, Afrique du Sud | Kenya      | 2 –0  |          | Coupe COSAFA 2024 |
| Dernière mise à jour le 30 juin 2024 |                |                                               |            |       |          |                   |

| équipe nationale des Comores | équipe nationale des Comores | équipe nationale des Comores |
| Année                        | Matchs                       | Buts                         |
| ---------------------------- | ---------------------------- | ---------------------------- |
| 2023                         | 3                            | 2                            |
| 2024                         | 4                            | 2                            |
| Total                        | 7                            | 4                            |